# Alternanthera elongata
Alternanthera elongata là loài thực vật có hoa thuộc họ Dền. Loài này được (Willd.) Schinz mô tả khoa học đầu tiên năm 1934.